# ちばらき

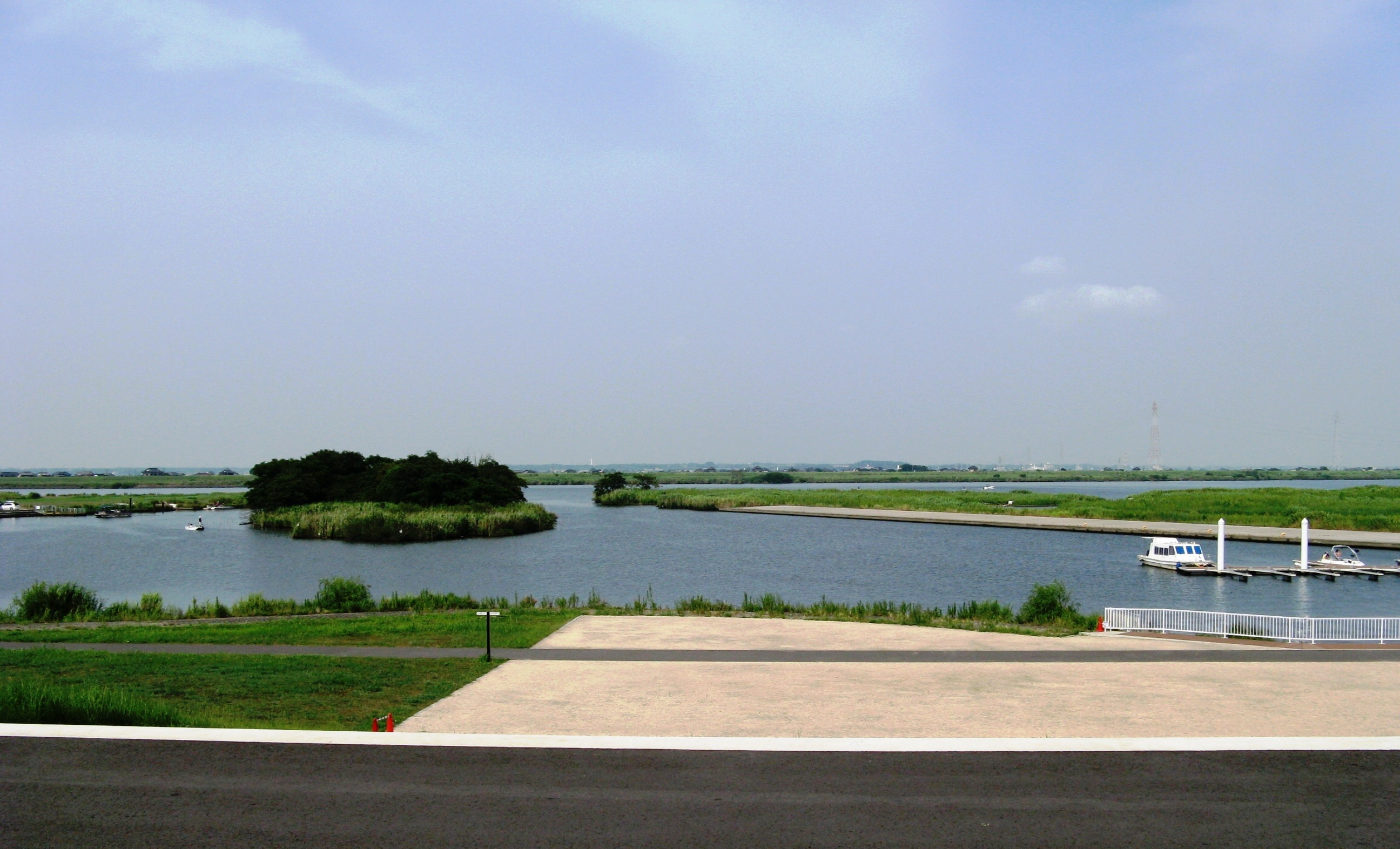
水の郷さわらから見た利根川。千葉県北部と茨城県南部はこの川を挟んで結びつきが強い地域とされる。

ちばらきあるいはちばらき県（ちばらきけん）とは、東関東の千葉県と茨城県の2県を掛け合わせた造語である。
利根川を挟んで伝統的に結びついた常総（千葉県北部と茨城県南部）の地域性を地元住民が冗談めかしたことが由来とも、千葉県内を実質的な生活圏とする茨城県南東部の依存性を表したものともされる。ちばらぎと表記される場合もある（後述）。

## 経緯

### 歴史的背景
旧常陸国南部（現・茨城県南地域の一部）と旧下総国（現・千葉県東葛地域・印旛地域・茨城県北相馬地域）は利根川を挟んで結びつきが強く、常陸国の住民の居住地域と江戸時代より商業の発展した佐原や銚子との間は水運で結ばれ、東葛・印旛地域を生活圏とする者もいた。1871年（明治4年）、明治政府によって廃藩置県および県の統廃合が行われ、現在の千葉県域、茨城県域を跨ぐ形で新治県と印旛県が成立した。やがて1873年（明治6年）に印旛県が廃止され千葉県が成立、1875年（明治8年）に新治県が廃止され利根川以北が茨城県に、利根川以南が千葉県に編入されるなどして県域が確定した。
また、明治時代末になり鉄道敷設の気運の高まりと共に東葛・印旛地域は鉄道で結ばれ、茨城県域も日本鉄道の路線（後の常磐線）と接続し東京と繋がったが、大正時代に発生した小作争議の際に茨城県南地域は千葉県域の農民運動の影響を受けるなど、依然として無視できない関係となっていた。『茨城県史』は「ちばらき」という造語はそうした地域性の表れと記している。
茨城県は石岡市の地磁気観測所の影響で鉄道の直流電化ができず、都市化が遅れたものの、首都圏の人口増加と交流電化技術の登場に伴い、1950年代になると千葉県東葛地域の松戸市、1960年代に入ると同地域の柏市、我孫子市及び茨城県南地域の取手市、1970年代以降も牛久市、北相馬郡藤代町（現・取手市）や利根町、龍ケ崎市、守谷市などにおいて宅地開発が進められ、東京都心への通勤者が増えるなどベッドタウン化が進行した。
鹿行地域は霞ヶ浦（西浦）・北浦によって分断された農村地域だったが、1970年に千葉県や東京都とを結ぶ国鉄（現・JR）鹿島線が開通すると千葉県との関係が強まった。平凡社刊の『世界大百科事典』は、こうした背景の中で「ちばらき」という俗称が生まれたと記している。

### 発祥と受容
発祥の時期については定かではないが、1960年代後半から1970年代初頭にかけて出版された『茨城県史』などの文献にはこの俗語が掲載されている。1968年に刊行された『日本地誌 5 茨城県・栃木県関東総論』によればこの時点で揶揄的意味合いを帯びていたとしている。ただし同誌では、水戸藩の支配の及ばない常陸国の利根川沿岸、下総国、上総国（現・千葉県）、下野国（現・栃木県）、武蔵国（現・埼玉県・東京都・神奈川県の一部）は、ある種の同一文化圏を形成していたとした上で、「今日、茨城県南部の利根川沿いの地域がチバラキ県といわれたりするのは揶揄的表現であるにしても、歴史的に考えると意味なしとはしない。（中略）郷土性に拘束されない自由の気風が政治的風土のなかに醸成されていたとみるべきか」と記している。
1975年に刊行された尾留川正平編『新訂 日本の文化地理 4 茨城・栃木・群馬』では、この俗語の意味について「茨城県に属しながら実質的に千葉県に依存している」と記し、その典型例として鹿島郡波崎町（現・神栖市）と対岸の銚子市との関係を記している。
同年に刊行された木本正次著の『砂からの門 鹿島開発史ノート』では、鹿島郡鹿島町（現・鹿嶋市）の住民が対岸の佐原、小見川（現・香取市）、銚子を生活圏としていた歴史と鹿島臨海工業地帯の開発問題を絡め、千葉側の行政関係者から鹿島側に向けた台詞の中でこの俗語が記されている。
1984年に刊行された常世田令子著『浜の女たち 銚子聞き書き』では、波崎町の住民が1962年に銚子大橋が架橋される以前から渡船を通じて銚子を生活圏としていた点を紹介し、古参住民の言葉として「我人ともにたわぶれて"チバラキ県"とはよく呼んだ」と記している。

### 語義の変化
1980年代に入ると東京を訪れる地方出身者を揶揄する目的で用いられるようになり、周辺地域を一括りにして「ちばらぎぐんま」「ださいたまちばらぎ」「ださいたまちばらき」とも称された。異説としては千葉県、茨城県に加えて栃木県の3県を掛け合わせて、「ちばらぎ」と称する向きもある。榊原昭二著の『現代世相語辞典』によると、「ちばらきぐんま」については1984年に『毎日新聞』紙上で紹介されたのが初出としている。
斉藤美奈子著の『男性誌探訪』によると「タケヤリ」「デッパ」などの装飾を施した改造車（族車）を指す「ちばらき仕様」の俗称が登場したのは1983年から1984年頃だとしている。斉藤によると、1970年代後半のスーパーカーブームに影響を受けた若者が自動車免許を取得し始めたのがこの時期にあたり、彼らが自分達だけのスーパーカーを追求した結果が「ちばらき仕様」だとしている。
また、かつては茨城と千葉の両県限定で販売されていた「マックスコーヒー」も「ちばらきコーヒー」と称される。コーヒーの製造販売が始まったのは1975年のことだが、造語の発祥の時期は定かではない。
この時期には対象を千葉に限定し「垢抜けない」といった意味合いを持つ、「イモ千葉」、「チャイバ」、「ド千葉」などの俗語があった。こうした風潮に対して、千葉大学教授の村山元英は「千葉は日本の南カリフォルニア」と見立て、「気候温暖で、緑と太陽に恵まれた房総は、若者やクリエイティブな職業に携わる人々が志向する、カリフォルニア式ライフスタイルを実現する、首都圏に残された最後の空間である」と主張。千葉県庁報道担当主査の渡辺公夫は成田空港や東京ディズニーランドのオープン、放送大学の誘致、幕張メッセ構想の推進を例に挙げて「千葉は、いまや首都・東京にもないナウな顔を持つようになったんです。（中略）もうイモの千葉、アサリ、落花生の千葉だけじゃありませんよ」と主張した。
2010年代において「ちばらき」という俗称は利根川流域のみを指すものではなく両県の総称、あるいは都心部の住民が両県を一括りにして扱う場合に使用される。また、ヤンキーの多い地域性や都市化の遅れた地理的特徴を指して使用される。
2019年2月に公開された映画『翔んで埼玉』では、埼玉を中心として濃淡はあるものの「ぐんたまちばらき」と東京との対比が見られた。

## 表記揺れについて
前述のようにこの造語は「ちばらぎ」と表記される場合があるが、その理由は茨城弁の特徴にある。茨城弁には「か行、た行が濁音になる」という特徴があるため、茨城県民は「き」と発音しているつもりが、他の都道府県民には「ぎ」と発音してるように聞こえるのだという。
なお、語末を「き」と読むことについて茨城県民はこだわりがあるが、一方で千葉県民は読み方にこだわりがないとされる。